# Adolf Fick
Adolf Eugen Fick (født 3. september 1829 i Cassel, død 21. august 1901 i Würzburg) var en tysk fysiolog. Han var far til Rudolf Fick.
Fick, der var elev af Ludwig, var 1856-67 professor i fysiologi i Zürich og i Würzburg 1868-99. Han interesserede sig særligt for de eksakte videnskabers anvendelse på de fysiologiske fænomener. Dette kom særligt frem i hans undersøgelser over musklernes mekaniske arbejde og varmedannelsen i dem under arbejdet, men han arbejdede tillige med blodomløbets og sanseorganernes fysiologi og beskæftigede sig også med filosofiske spørgsmål. Han udgav en mængde mindre afhandlinger, der delvis er samlede i Arbeiten aus dem physiologischen Laboratorium der Würzburger Hochschule (1872-78). Desuden Die medizinische Physik (1857), Physiologie des Menschen (1860), Lehrbuch der Anatomie und Physiolofie der Sinnesorgane (1864), Die Naturkräfte in ihrer Wechselbeziehung (1869), Mechanische Arbeit und Wärmeentwickelung bei der Muskelthätigkeit (1882), Myothermische Fragen und Versuche (1885). Posthumt udgavs Gesammelte Schriften (4 bind, 1903-05).